# Carlos Pachamé
Carlos Pachamé (sinh ngày 25 tháng 2 năm 1944) là một cầu thủ bóng đá người Argentina.

## Đội tuyển bóng đá quốc gia Argentina
Carlos Pachamé thi đấu cho đội tuyển bóng đá quốc gia Argentina từ năm 1967-1969.

## Thống kê sự nghiệp
| Đội tuyển bóng đá Argentina | Đội tuyển bóng đá Argentina | Đội tuyển bóng đá Argentina |
| Năm                         | Trận                        | Bàn                         |
| --------------------------- | --------------------------- | --------------------------- |
| 1967                        | 4                           | 0                           |
| 1968                        | 0                           | 0                           |
| 1969                        | 5                           | 0                           |
| Tổng cộng                   | 9                           | 0                           |